# Hayton (Carlisle)
Pour les articles homonymes, voir Hayton.
Hayton est un village et une paroisse civile de Cumbria, situé dans le nord-ouest de l'Angleterre. 